# بيت الريسي (السبرة)

تعديل مصدري - تعديل

بيت الريسي محلة تابعة لقرية منزل الطاحون، التابعة لعزلة مطاية بمديرية السبرة إحدى مديريات محافظة إب في الجمهورية اليمنية.، بلغ تعداد سكانها 24 حسب تعداد اليمن لعام 2004.